# 可積分アルゴリズム
可積分アルゴリズム（かせきぶんアルゴリズム、英: Integrable algorithms）とは、可積分系から派生した数値解析アルゴリズムの総称である。

## 背景
Zabusky-Kruskal によるソリトンの発見は彼らによるKdV方程式の数値解析が契機であったように、可積分系理論は数値解析と結びつくことで進展してきた。戸田格子と数値線形代数におけるQR法・qd法、特異値分解、離散ソリトン方程式と数列の加速法など、可積分系と数値解析の対応関係が次々と見出されて、可積分系を数値解析へ応用していく研究が活発化している。

## 可積分差分スキーム

### 広田良吾の研究
KdV方程式、mKdV方程式などは非線形性によって差分法、有限要素法などの従来通りのやり方では精度の良い計算ができず、数値実験結果だけを見ていると間違った結論（幻影解）にたどり着く危険がある。そこで広田良吾は「可積分系がもっている数学的構造を離散化しても保存する」という観点に立ってKdV方程式を含むいろんな可積分系の差分化を行った。広田良吾による研究はその後、以下のような様々な方面へ発展する。
- 超離散（英: Ultradiscrete）ソリトンモデル（ソリトンの超離散化）[19][20]や箱玉系 (英: Box-ball system) [1][21]の研究
- 曲線と曲面の幾何学への応用（可積分幾何、英: Integrable geometry）[22][23][24]

### Ablowitzの研究
一方で広田良吾と同じころ、Ablowitzたちはラックス・ペアの差分化によって様々なソリトン方程式を差分化しただけでなく、可積分差分スキームによる数値解析と標準的手法との精度の比較を行い、可積分差分スキームが標準的手法よりも大幅に精度がよくなる場合があることを示した。